# Joachim Landau
Joachim Landau (ur. 9 maja 1821 w Brodach, zm. 26 lipca 1878 w Wiedniu) – żydowski prawnik, poseł do austriackiej Rady Państwa

## Życie
Ukończył gimnazjum we Lwowie oraz Wydział Prawa na Uniwersytecie we Lwowie, tytuł doktora praw otrzymał na Uniwersytecie w Wiedniu (1849). Po studiach pracował jako naczelnik kancelarii osobowej w Izbie Handlowej i Przemysłowej w Brodach (1850-1856). Od 1857 prowadził kancelarię adwokacką w Brodach a od 1869 w Wiedniu.
Poseł do austriackiej Rady Państwa V kadencji (4 listopada 1873 – 26 lipca 1878), wybrany w kurii II (gmin miejskich), w okręgu wyborczym nr 11 (Brody-Złoczów). Po jego śmierci mandat objął Ignacy Zborowski. W parlamencie austriackim należał do Klubu Lewicy (Klub der Linken).

## Stosunki rodzinne
Syn kupca z Brodów Eleazera (Łazarza) i Estery z domu Schapira. Miał dwóch braci; Ephraima Fishela Landau (1826-1920) i  Markusa Landau (1837-1918) i dwie siostry; Sure Nessel Natalie Finkelstein (1824-1914) i Maria Estera Goldmann (1830-1909). Spokrewniony z nim był ekonomista Ludwig Mises (1881-1973). Rodziny nie założył.